# Pete Bellotte
Peter John Bellotte (Barnet, 28 augustus 1943) is een Britse songwriter, producent en auteur.

## Biografie
Bellotte werd geboren in Barnet, Hertfordshire, nu onderdeel van Noord-Londen. Hij leerde gitaar in zijn vroege tienerjaren en sloot zich aan bij een lokale beatgroep The Sinners als ritmegitarist en werd professioneel in 1962. Ze sloten zich aan bij zangeres Linda Laine en in de vroege jaren 1960 toerde hij door Frankrijk en Duitsland. In Hamburg ontmoetten ze de Britse band Bluesology en Bellotte raakte bevriend met hun toetsenist Reg Dwight, later Elton John. Linda Laine and the Sinners brachten begin en midden jaren 1960 verschillende singles uit in het Verenigd Koninkrijk bij Columbia Records, waaronder I Can't Stand It (1963), waarvan de B-kant If You Leave Me Now werd geschreven door Bellotte. Bellotte sprak vloeiend Duits en wilde betrokken worden bij platenproductie. Hij verhuisde naar München en werd assistent van de Italiaanse muzikant Giorgio Moroder, die ook in Duitsland werkte als popzanger Giorgio. In 1971 schreef Bellotte de Engelse tekst voor Moroders lied Nachts scheint die Sonne, dat later Son of My Father werd en werd opgenomen in een hitversie door de Britse band Chicory Tip. Moroder en Bellotte gingen toen werken met de Amerikaanse zangeres Donna Summer, die getrouwd was met een Oostenrijkse acteur en in Duitsland woonde en ze schreven en produceerden verschillende hits in Europa voor haar, voordat ze haar internationale doorbraakhit Love to Love You Baby schreven en produceerden in 1975.
Bellotte en Moroder produceerden het materiaal van Donna Summer in de jaren 1970 en begin jaren 1980, waaronder de internationale hits I Feel Love (geschreven door Bellotte, Moroder en Summer, 1977) en Hot Stuff (geschreven door Bellotte met Harold Faltermeyer en Keith Forsey, 1979). Volgens Steve Kurutz van Allmusic waren de zwaar georkestreerde, kloppende hitsingles, geproduceerd door Bellotte, de virtuele blauwdruk voor discomuziek. Een aantal van Bellotte's nummers met Summer zijn opgenomen door andere artiesten of zijn gesampled. Zijn nummer Hot Stuff staat in de Billboard's All-Time Top 100 Songs en werd 32e geplaatst in de Best Summer Songs of All Time-lijst van het tijdschrift Rolling Stone.
Naast het werken met Donna Summer, schreven en produceerden Bellotte en Moroder Roberta Kelly's dancehit Trouble-Maker uit 1976 en Suzi Lane's hit Harmony uit 1979. Hij produceerde en schreef verschillende nummers op het album Victim of Love uit 1979 van Elton John. Hij heeft ook gewerkt met Janet Jackson, Cliff Richard, Shalamar, Tina Turner, Mireille Mathieu, The Three Degrees en Melba Moore. Bellotte won talloze wereldwijde prijzen in de muziekindustrie, waaronder «Producer of the Year» in de Verenigde Staten voor 1978 en 1979. Hij voelde zich echter steeds meer gemarginaliseerd door de Disco sucks!-beweging in de Verenigde Staten en vond het niet leuk om tijd door te brengen in Los Angeles. Hij verhuisde terug naar Groot-Brittannië en woont sinds 1993 in Northchapel in West Sussex. Bellotte is een vooraanstaand verzamelaar van de geschriften en kunst van Mervyn Peake en heeft over dit onderwerp in verschillende tijdschriften geschreven. Eind 2015 verscheen zijn boek The Unround Circle bij Nine Elms Books, bestaande uit zo'n 22 fictieve verhalen.
- Biblioteca Nacional de España: XX1581924
- Gemeinsame Normdatei: 13480192X
- International Standard Name Identifier: 0000 0001 1670 6516
- Library of Congress Control Number: n78067242
- MusicBrainz: 31721fa4-d6bc-4f09-b0bb-464b27e2ad3c
- Nederlandse Thesaurus van Auteursnamen: 073203033
- Virtual International Authority File: 72654119
- WorldCat: E39PBJppFhXPhvKP4jXyW9Gyh3